# Śmierć Iwana Iljicza
Śmierć Iwana Iljicza (ros. Смерть Ивана Ильича) – nowela Lwa Tołstoja opublikowana po raz pierwszy w 1886 roku. Utwór należy do najwybitniejszych osiągnięć tego autora w zakresie prozy psychologicznej; nowela była też publikowana w języku polskim pod tytułem Śmierć sędziego Gołowina.

## Treść
Głównym bohaterem noweli jest sędzia Iwan Iljicz Gołowin. Akcja rozpoczyna się na jego pogrzebie, na którym spotykają się jego rodzina i koledzy z pracy. Dowiadujemy się, że zmarł po ciężkiej chorobie. W następnych rozdziałach autor opisuje dzieje jego życia, a w końcu historię jego choroby, która dopadła go nagle u szczytu kariery. Choroba połączona z cierpieniami fizycznymi i psychicznymi uzmysławia mu, że jego życie nie było takie, jakie powinno być.